# Rijaset
Rijaset (tur. riyaset ← arap. ruyāsä: starješinstvo ) je vrhovno tijelo, duhovno vodstvo i starješinstvo neke Islamske zajednice, tijela nastalog poslije odlaska Osmanlija sa zapadnih posjeda na Balkanu. Stvaranjem i osamostaljenjem novih država muslimansko stanovništvo s tog prostora formiralo je ustanove Islamskih zajednica. Zadaća tih ustanova bila je očuvati islam i duhovni bitak muslimana. Suglasnost im je dao mešihat u Istanbulu tako što je šejh-ul-islam dodijelio menšuru.
Rijaset predstavlja najvišu duhovnu instancu Islamske zajednice. U Bosni i Hercegovini se on naziva Rijasetom, dok u drugim državama nosi druga imena. U vrijeme SFR Jugoslavije, taj organ Islamske zajednice se nazivao Vrhovno islamsko starješinstvo, dok se u Osmanskom Carstvu nazivao mešihat. 
Za donošenje proračuna i usvajanje završnog računa Rijaseta Islamske zajednice nadležan je Sabor islamske zajednice. Odluku o formiranju novog medžlisa ili pripajanju postojećeg medžlisa drugom medžlisu donosi Sabor islamske zajednice na prijedlog rijaseta. 